# عدالة الإعاقة
عدالة الإعاقة (بالإنجليزية: disability justice)‏ هي حركة عدالة اجتماعية تركز على فحص الإعاقة والتمييز ضد ذوي الإعاقة في علاقتها بأشكال أخرى من القمع والهوية مثل العرق، والطبقة الاجتماعية، والجنس.   طُوِّرت في عام 2005 من قبل مجموعة عدالة الإعاقة Disability Justice Collective، وهي مجموعة تضم باتي بيرن، وميا مينغس، وستياسي ميلبرن، وليروي إف. مور جونيور، وإيلي كلير. يتم تطبيق إطار العدالة في الإعاقة
في إطار عدالة الإعاقة، لا يُنظر إلى الإعاقة على أنها مُعَرّفة بمصطلحات "بيضاء"، أو "ذكورية"، أو "مستقيمة". تؤمن الحركة أيضًا بأن التمييز ضد ذوي الإعاقة يجعل أشكال التمييز الأخرى ممكنة وأن أنظمة القمع مترابطة. يُطبق إطار عدالة الإعاقة على إعادة فحص تقاطعية لمجموعة واسعة من حركات الإعاقة وحقوق الإنسان والعدالة.   

## الأصول
أنشئت في البداية على يد نساء ملونات من ذوي الإعاقة، هن باتي بيرن، وميا مينغس، وستياسي ميلبرن، في منطقة خليج سان فرانسيسكو. وقد بُنيت الحركة كرد فعل على استبعادهن من الحركة الرئيسية لحقوق المعاقين السائدة ومن خطاب ودراسات الإعاقة والنشاط، فضلاً عن التمييز ضد ذوي الإعاقة في المساحات النشطة.  وانضم إليهم لاحقًا لوروي مور، وإيلي كلير، وسيباستيان مارغريت.  تركز العدالة في مجال الإعاقة على "الأشخاص ذوي الإعاقة من الملونين، والمهاجرين ذوي الإعاقة، والمثليين ذوي الإعاقة، والأشخاص غير الثنائيين جنسياً أو المتغيرين جنسياً من ذوي الإعاقة، والأشخاص ذوي الإعاقة الذين ليس لديهم مأوى، والأشخاص ذوي الإعاقة المسجونين، والأشخاص ذوي الإعاقة الذين سُرِقَت أراضيهم الأجدادية، من بين آخرين."

## وصلات خارجية
- مصادر العدالة الاجتماعية للمعلمين. عدالة ذوي الإعاقة مكتبة كومنز للتغيير الاجتماعي، 2024.
- روابط العدالة لذوي الإعاقة ، مكتبة التغيير الاجتماعي المشتركة، 2020.
- قائمة موارد مشروع LETS للعدالة لذوي الإعاقة
- "الترابط المتبادل (مقتطفات من عدة محادثات)"